# Up Against the Wall Motherfuckers
Up Against the Wall Motherfuckers, kurz auch nur The Motherfuckers, war eine anarchistisch ausgerichtete, auch von den Situationisten beeinflusste Künstler- und Bezugsgruppe in New York City. Die "Street gang with analysis" wurde bekannt für ihren Aktionismus und inspirierte ihrerseits Mitglieder der Weathermen und der Yippies.

## Geschichte
Die Motherfuckers begannen als Organisation im Umkreis des Situationismus, gegründet 1966 unter anderem vom Maler Ben Morea und dem Dichter Dan Georgiakis unter dem Namen Black Mask. Zwei ihrer Gründungsmitglieder, Ron Hahne und Ben Morea, waren Jugendliche von der Straße, keine bürgerlichen Aussteiger. Morea war in die Umtriebe von kriminellen Jugendbanden verwickelt, nahm Heroin und saß eine Gefängnisstrafe ab, bevor er sich der Malerei zuwandte und dabei die Futuristen für sich entdeckte.
Die Gruppe erklärte Kunst als einen „integral part of life, as in primitive society, and not an appendage to wealth“. Das erste Mal traten die Black Mask am 10. Oktober 1966 in Erscheinung. Sie beabsichtigten das Museum of Modern Art zu schließen. Diese symbolische Aktion sollte die Eröffnung einer weiteren Front des weltweiten Kampfes gegen Unterdrückung ankündigen.
Im Mai 1968 änderte die Gruppe ihren Namen in Up Against The Wall Motherfuckers, nach einem Gedicht von Amiri Baraka, und ging in den Untergrund. Eine der aufsehenerregendsten frühen Aktionen der Gruppe war die Störung eines dreitägigen Seminars über moderne Kunst an der Columbia University: mit Parolen wie Art is dead!, Burn down the Museums!, Poetry is Revolution wurden Tische umgestoßen, Fensterscheiben zerschlagen, Raufereien angezettelt.
Beim Mill-In im New Yorker Kaufhaus Macy’s während der Vorweihnachtszeit 1968 kamen mehrere Motherfuckers als Kunden und Angestellte in das Warenhaus, verschmutzten, zerbrachen, stahlen und verschenkten Waren, Hunde und Katzen wurden in der Lebensmittelabteilung freigelassen. Lockvögel mit Fahnen und Transparenten stellten sich inmitten von Gruppen echter Kunden, die im Chaos von Polizisten und Abteilungsleitern verprügelt und angerempelt wurden.
Während der Eröffnung der Ausstellung Dada, Surrealism and its Legacy im Museum of Modern Art stürmten die Motherfuckers mit über hundert Obdachlosen und Aussteigern von der Lower Eastside das Museum, schrien Obszönitäten, warfen Mehl und Farbe gegen das Vernissagepublikum und zündeten Rauchbomben.
Allgemein versuchten die Motherfuckers, Demonstrationen in Krawalle zu verwandeln. Ihrem
Kommunikationsmodell folgend, dass Kommunikation keine Frage des Redens, sondern des gemeinsamen Handelns sei, wollten sie eine neue revolutionäre Sprache schaffen, Sprache als Ausdruck des ganzen Körpers, als kollektive Aktion: „Gewalt wie Liebe geben einen flüchtigen Geschmack echter Surrealität: Der Augenblick, wo alles am Rande wankt, die Vergangenheit und die Persönlichkeit weg ist. Alle Sinne sind im Spiel. Wenn du dich finden willst, verliere dich… Gewalt scheint der einzige Schock zu sein, der brüsk genug ist, Dissidenten aus ihrer Trance und ihrer Traumsyntax zu wecken“. Die Gruppe beabsichtigte einen authentischen Ausdruck ihrer Revolte gegen alles Bestehende, Etablierte zu finden und die Grenzen zu überwinden, die Kunst und Alltag trennen, ohne sich den herrschenden Vorstellungen zu unterwerfen.
Weiters inszenierten The Motherfuckers ein imitiertes Attentat auf eine Dichterlesung von Kenneth Koch (Teil der etablierten New York School um Frank O’Hara) mit Platzpatronen, erzwangen sich Zutritt ins Pentagon während eines Protestmarschs und besetzten das Fillmore East, um wöchentliche Freikonzerte durchzusetzen. Außerdem wirkten sie an der Gegenkultur New Yorks mit, indem sie freie Schlafplätze und freies Essen zur Verfügung stellten, ein Free Store gründeten und Kontakte zu Rechtsanwälten und Ärzten vermittelten.
Die britische Sektion der Situationistischen Internationale wurde 1967 wegen ihrer Verbindungen zu den Motherfuckers ausgeschlossen, sie gründete den King Mob.

## Bezugnahmen
Up Against The Wall, Motherfucker! war auch das Logo der Studentenproteste an der New Yorker Columbia University im Frühjahr 1968. Sie protestierten gegen den Bau einer Sporthalle im Morningside Park, die Präsenz von Offizieren und Regierungsbeamten auf dem Campus zur Rekrutierung von Vietnamkämpfern und gegen die Universitätsverwaltung generell. Angeordnet durch den damaligen Universitätspräsident Grayson Kirk, wurde die Besetzung der Universitätsgelände durch die New Yorker Polizei gewaltsam beendet. Kirk selbst musste jedoch zurücktreten, nachdem die Studenten daraufhin die Abschlussfeier boykottierten.
Die Psychedelic-Rock-Band Jefferson Airplane verwendete die Zeile in ihrem Lied We can be together, das 1969 auf ihrem Album Volunteers erschien.
In Deutschland existierte um 1970 eine klandestine Kleinorganisation mit dem Namen Up Against The Wall, Motherfuckers! (Mitglied war unter anderem der Schriftsteller Peter-Paul Zahl, 1944–2011), die darauf spezialisiert war, schwarzen GIs aus Berliner Kasernen die Flucht nach Schweden zu ermöglichen. Dazu wurden aus gestohlenen Pässen afrikanischer Studenten in Berlin die Lichtbilder entfernt, das des GIs eingefügt und das Passfoto mit den erforderlichen Stempeln oder Prägungen versehen. 